# Hobița-Grădiște
Hobița-Grădiște – wieś w Rumunii, w okręgu Hunedoara, w gminie Sarmizegetusa. W 2011 roku liczyła 132 mieszkańców.